# ادواردو دا سیلوا
ادواردو آلوس دا سیلوا (پرتغالی: Eduardo Alves da Silva؛ زادهٔ ۲۵ فوریهٔ ۱۹۸۳) که با عموماً نام ادواردو یا نام مستعار دودو شناخته می‌شود، بازیکن فوتبال در پست مهاجم اهل برزیل با تابعیت کرواسی است.

## تیم ملی
وی بین سال‌های ۲۰۰۴ تا ۲۰۱۴ برای تیم ملی فوتبال کرواسی ۶۴ بازی انجام داده و ۲۹ گل به ثمر رسانده‌است.